# Antoinette Tubman Stadium
Antoinette Tubman Stadium to wielofunkcyjny stadion w stolicy Liberii - Monrovii. Najczęściej pełni rolę stadionu piłkarskiego. Stadion pomieści 12 000 widzów.